# 魏福全
魏福全（1945年10月15日—），臺灣屏東人，顯微重建整形外科專家，現為臺北長庚紀念醫院顯微重建整形外科醫師及中央研究院院士。曾經為2010年馬尼拉人質事件香港遊客中的幸存者易小玲進行手術。畢業於高雄醫學院（現高雄醫學大學）醫學系。

## 重要經歷
- 長庚大學醫學院院長（2003年至今）
- 世界顯微重建外科醫學會（World Society for Reconstructive Microsurgery）理事長（2001年-2003年）
- 國際顯微重建外科（International Microsurgery Society）醫學會理事長（1998年-1999年）
- 長庚紀念醫院副院長（1997年-2003年）
- 中華民國手外科醫學會理事長（1996年-1998年）
- 長庚醫院整形外科系主任（1994年-2000年）
- Journal of Microsurgery（Asia Issue）主編（1993年-1999年）
- 中華民國整形外科醫學會理事長（1992年-1994年）
- 美、加、歐、澳、日等醫學院或醫學中心共36處客座教授
- 美國Clinics穿通枝皮瓣專輯主編
- 長庚大學醫學院教授（1990年至今）
- 長庚紀念醫院整形外科系主任
- 長庚紀念醫院整形外科肢體重建中心主任
- 長庚紀念醫院整形外科主治醫師
- 美國肯塔基州路易斯維爾大學手部顯微手術研究員
- 加拿大多倫多大學顯微手術及整形外科研究員
- 高雄醫學院醫學士
- 2012年7月，獲選中央研究院第29屆院士，為史上首位外科醫師獲選[2]。

## 獎項

### 國內
- 行政院頒發傑出科技貢獻獎（2008年）
- 第三屆《永信李天德醫藥科技獎》首獎（2008年）
- 行政院人才獎
- 國家科學委員會（現科技部）傑出研究獎
- 王民寧健康貢獻獎
- 總統科學獎（2019年）

### 國外
- 由美國整形外科醫學會頒發《整形外科發展史上20位手術研發創新者》之一，為其中唯一非白人、亞裔卻仍活躍於醫界之受獎者（2006年）
- 獲頒象徵全球顯微重建醫學最高殊榮的「高帝娜講座獎」（Godina Lecture Award，2009年）
- 美國整形外科醫學會最高榮譽的麥林尼克獎
- 等同於世界顯微重建外科諾貝爾獎的HJ Buncke Lecture Award

## 受邀講座教授
- 哈佛大學醫學院邀請魏福全擔任蒙克斯講座教授（2006年）
- 美國顯微重建醫學會擔任創始者演講
- 國際顯微外科醫學會會長榮譽演講
- 北歐整形外科學會首屆史庫克紀念演講
- 美國整形外科醫學會美利尼亞克紀念演講
- 美国
  - 喬治華盛頓大學
  - 匹茲堡大學
  - 賓州大學
  - 聖地牙哥加利福尼亞大學
  - 洛杉磯加利福尼亞大學
  - 杜克大學
  - 密西根大學
  - 貝勒大學
  - 凱斯西儲大學
  - 休士頓大學
  - 德州聖安東尼奧大學（英语：University of Texas at San Antonio）
  - 芝加哥大學
  - 華盛頓聖路易斯大學
- 加拿大
  - 不列顛哥倫比亞大學
  - 多倫多大學
  - 麥基爾大學
  - 蒙特婁大學
  - 麥克馬斯特大學
- 英国
  - 里茲大學
  - 倫敦大學
- 奥地利
  - 維也納大學
- 德国
  - 海德堡大學
- - 昆士蘭大學
  - 墨爾本大學
- 南非
  - 開普敦大學
  - 拿塔爾大學（英语：University of Natal）
  - 金山大學
  - 普瑞托利亞大學
  - 林波波大學
  - 斯坦陵布希大學

## 著作
- 以英文發表18本专著、42篇教科書專章以及397篇重要雜誌論文，曾擔任國際顯微手術雜誌主編六年，目前為八本國際學術雜誌之編輯委員。

### 英文專書
- Flaps and Reconstructive Surgery

### 擔任編輯委員
- Journal of Reconstructive Microsurgery 重建顯微手術期刊
- Journal of Microsurgery (American Issue) 顯微手術期刊（美國）
- Journal of Techniques in Hand and Upper Extremity Surgery 手及上肢手術技術期刊
- Perspective in Plastic Surgery 整型手術
- Seminar in Plastic Surgery 整型手術會報
- Hand Surgery 手外科
- British Journal of Plastic Surgery 英國整型手術期刊
- Romania Journal of Plastic 羅馬尼亞整型期刊

## 成就
- 改良腳趾移植至手指技術（從1981年至今，其團隊已完成1,700多例）[註 1]。
- 改良穿通枝皮瓣移植，已成為全世界皮瓣移植主流[註 2]。
- 改良腓骨骨皮瓣移植，被喻為20年來大面積骨缺損重建的最好方法。